# Polystichum chaparense
Polystichum chaparense är en träjonväxtart som beskrevs av M. Kessler och A. R. Sm. Polystichum chaparense ingår i släktet Polystichum och familjen Dryopteridaceae. Inga underarter finns listade.